# (4095) Ishizuchisan
(4095) Ishizuchisan est un astéroïde de la ceinture principale.

## Description
(4095) Ishizuchisan est un astéroïde de la ceinture principale. Il fut découvert le 16 septembre 1987 à Geisei par Tsutomu Seki. Il présente une orbite caractérisée par un demi-grand axe de 2,12 UA, une excentricité de 0,12 et une inclinaison de 2,5° par rapport à l'écliptique.

## Compléments